# Matoaka (Virginia Occidental)
Matoaka es un pueblo ubicado en el condado de Mercer en el estado estadounidense de Virginia Occidental. En el Censo de 2010 tenía una población de 227 habitantes y una densidad poblacional de 331,99 personas por km².

## Geografía
Matoaka se encuentra ubicado en las coordenadas 37°25′6″N 81°14′31″O / 37.41833, -81.24194. Según la Oficina del Censo de los Estados Unidos, Matoaka tiene una superficie total de 0.68 km², de la cual 0.68 km² corresponden a tierra firme y (0%) 0 km² es agua.

## Demografía
Según el censo de 2010, había 227 personas residiendo en Matoaka. La densidad de población era de 331,99 hab./km². De los 227 habitantes, Matoaka estaba compuesto por el 98.68% blancos, el 0.44% eran afroamericanos, el 0% eran amerindios, el 0.88% eran asiáticos, el 0% eran isleños del Pacífico, el 0% eran de otras razas y el 0% pertenecían a dos o más razas. Del total de la población el 0% eran hispanos o latinos de cualquier raza.